# Hard Disk Sentinel
Hard Disk Sentinel (HDSentinel) – утилита диагностики жёстких дисков для Windows, Linux и DOS.

## История
Hard Disk Sentinel была основана и впервые выпущена в 2005 году венгерской компанией Heartfelt Development Services, расположенной в Урхиде, под руководством Яноша Матэ в качестве генерального директора компании. Самая первая версия Hard Disk Sentinel для Windows выпущена 1 ноября 2005 года.
В 2007 году была выпущена версия 2.00 с поддержкой USB-накопителей, а вместе с бесплатной пробной (незарегистрированной) версией, Hard Disk Sentinel Standard (платная версия с базовым мониторингом диска) и Hard Disk Sentinel Professional (платная версия с предупреждениями, подробными отчетами, тестами). Начиная с 2009 года, с версии 3.00, Hard Disk Sentinel поддерживает множество RAID-контроллеров путем определения состояния жесткого диска в конфигурациях RAID и тестирования поверхности диска. В версию 3.20 была добавлена поддержка внешних дисков с интерфейсом USB 3.0.
С 2012 года, с версии 4.00, доступна портативная версия Hard Disk Sentinel Pro Portable, работающая без установки.
В 2017 году была выпущена версия 5.00 с функцией восстановления диска и мониторингом NAS, а также экспортом статуса в XML и WMI. Это позволяет создавать сторонние приложения или надстройки для работы вместе с Hard Disk Sentinel, например, для интеграции с NagiOS.
В 2023 году вышла версия 6.10, которая имеет продвинутый графический интерфейс наравне с Windows 11, а также поддерживает быстрое восстановление диска, дополнительные предупреждения и отображение статусов. Эта версия сфокусирована на некоторых изменениях в пользу обнаружения большего количества проблем, прежде чем они смогут вызвать потерю данных.

## Описание
Утилита предназначена для поиска, тестирования, диагностики и ремонта жестких дисков, выявления проблем, отображения работоспособности и предотвращения сбоев с помощью функции S.M.A.R.T. жестких дисков. Обнаруженная информация может быть сохранена в файл в таких форматах, как HTML, текст или XML.
Hard Disk Sentinel может работать как с внутренними жесткими дисками, так и с внешними, а также с гибридными дисками (SSHD), твердотельными накопителями, сетевыми хранилищами (NAS) и RAID-массивами в рамках одного программного обеспечения.

## Редакции

### Версия для DOS
В 2008 году была выпущена DOS-версия Hard Disk Sentinel в различных форматах: на загрузочном флеш-накопителе, компакт-диске, дискете. Используется, когда операционная система не установлена (или если система не является загрузочной), для определения и отображения температуры, состояния работоспособности жестких дисков IDE, SATA и с ограниченной поддержкой контроллера AHCI. Версия для DOS не имеет графического интерфейса пользователя, функций тестирования дисков и не поддерживает конфигурации RAID.

### Версия для Linux
В 2008 году была выпущена версия Hard Disk Sentinel для Linux – консольный инструмент для обнаружения и отображения состояния диска с ограниченной поддержкой конфигурации RAID и твердотельных накопителей в дополнение к обнаружению состояния жесткого диска. Версия для Linux доступна на архитектурах x86, x64 и Raspberry PI, ARMv5.
С 30 августа 2017 года версия для Linux также поддерживает промышленные SD-карты и может использоваться с устройствами NAS. Версия для Linux не имеет графического пользовательского интерфейса, но были созданы расширения для упрощения использования с Linux.